# Az Európai Unió fogyasztóvédelmi politikája
Az Európai Unió polgárai fogyasztókként kulcsszerepet játszanak az Unió határok nélküli belső piacán. Tény ugyanis, hogy a fogyasztók aktív részvétele nélkül nem lehet teljesen sikeres az egységes belső piac működése. A fogyasztóvédelem egységes megnyilvánulására az Európai Közösségek belső piacán azért van szükség, mert az egyes tagállamok eltérő szabályozása mellett nem érvényesül egyformán mindenütt az Unió által elvárt, a fogyasztói érdekek „magas szintű” védelme. Az Európai Unió polgárai részére biztosítani kell, hogy fogyasztói minőségükben eljárva az egységes európai piacon bármely tagállamban hozzájussanak a legbiztonságosabb árukhoz és szolgáltatásokhoz, valamint a legtisztességesebb tájékoztatáshoz. Az Európai Unió nagy gondot fordít a fogyasztók egészségének, biztonságának és gazdasági jólétének védelmére. Az Unió védi a fogyasztók tájékoztatáshoz és oktatáshoz való jogát, támogatja érdekvédelmi tevékenységüket, és ösztönzi érdekképviseleti szervezeteik létrehozását.

## Európai uniós piac létrehozása a fogyasztók számára
A hatékony, integrált uniós gazdaság elősegítené a fogyasztók bizalmának megerősítését határokon átnyúló tranzakciók esetén is. De a külföldön történő vásárlás előtt a vásárlóknak biztosnak kell lenniük abban, hogy rendelkeznek a megfelelő információkkal, és tisztában vannak jogaikkal arra az esetre, ha a tranzakciókkal kapcsolatban problémák merülnének fel. Az Európai Unióban a szabályok biztosítják a fogyasztók megfelelő védelmét.
Az EU jelenlegi fogyasztóvédelmi programja (2007-2013) a következő célkitűzéseket tartalmazza:
-magas szintű védelem biztosítása a fogyasztók számára és
-a védelmi szabályok hatékony végrehajtása.

## A fogyasztók érdekeinek védelme
Az elmúlt évek során az uniós politika számos területen magas szintű biztonságot nyújtott a fogyasztók számára:
Ennek köszönhetően napjainkban már specifikus biztonsági előírások érvényesek a játékokra, egyéni védőfelszerelésekre, elektromos cikkekre, kozmetikumokra, gyógyszerekre, élelmiszerekre, öngyújtókra, gépekre és kedvtelési célú kishajókra.
Az EU szigorú szabályokat alkalmaz a hibás termékek visszahívásával kapcsolatban, és évente több mint 2000 bejelentés érkezik az Unióhoz veszélyes vagy nem biztonságos termékekről. A leginkább érintett termékek a textíliák, divatcikkek és ruházat, valamint a játékok.

## A fogyasztók tíz alapelve
Hiába biztosít az EU egységes belső piaca szabad hozzáférést az árukhoz és szolgáltatásokhoz 27 ország közel ötszázmillió fogyasztója számára, ha a fogyasztók bizalmatlanok más tagországok kereskedőivel vagy a webáruházakkal szemben. Ezért az EU arra törekszik, hogy fogyasztókat az EU egész területén védjék a fogyasztóvédelem alábbi alapelvei, függetlenül attól, melyik tagállamban történik a vásárlás:
1. Bármit, bárhol vásárolhat
2. Ha nem működik, visszaküldheti
3. Az élelmiszerekre és a fogyasztási cikkekre szigorú biztonsági előírások vonatkoznak
4. Joga van tudni, mit eszik
5. A szerződéseknek tisztességes feltételeket kell biztosítaniuk a fogyasztók számára
6. A fogyasztóknak lehetőségük van arra, hogy meggondolják magukat
7. Meg kell könnyíteni az árak összehasonlítását
8. A fogyasztót nem szabad félrevezetni
9. Üdülés idején is biztosítva van a fogyasztók védelme
10. Hatékony eszközök állnak rendelkezésre a határokon átnyúló viták rendezésére

Ezek az elvek olyan minimális fogyasztóvédelmi jogokat képviselnek, amelyeket valamennyi uniós országnak garantálnia kell. Az egyes tagállamok természetesen ennél szigorúbb, a fogyasztónak kedvező szabályokat is bevezethetnek. 

## Magas szintű védelem
A pénzügyi szolgáltatások és az elektronikus kereskedelem térhódítására válaszul a Bizottság irányelveket javasolt a helyes internetes kereskedelmi módszerekkel és szabályokkal, valamint a fogyasztói hitelek és a készpénzkímélő fizetési eszközök valamennyi szempontjával kapcsolatban.
A fogyasztók érdekeit már beleillesztették a kulcsfontosságú közszolgáltatások liberalizálásával (pl. közlekedés, elektromos energia és gázszolgáltatás, távközlés, postai szolgáltatások) kapcsolatos jogszabályokba. Ezek a jogszabályok minden fogyasztó számára biztosítani fogják, hogy elérhető árakon színvonalas szolgáltatásokhoz jussanak.

## Fogyasztóvédelmi stratégia
A 2007-2013 közötti időszakra szóló fogyasztóvédelmi stratégia három fő célkitűzést fogalmaz meg:
Az európai fogyasztók pozíciójának erősítése. Ez nemcsak a polgárok számára előnyös, de a versenyre is jelentős serkentő hatást gyakorol. Az erős pozíciójú fogyasztók valódi választékot, pontos információkat, piaci átláthatóságot igényelnek, és jellemzőjük a bizalom, ami a hatékony védelemből és a szilárd jogrendszerből következik.
A fogyasztók jóléte a jól működő piacok központi eleme. Ezért a stratégia célul tűzi ki az európai fogyasztók jólétének növelését az árak, a választék, a minőség, a sokféleség, a megfizethetőség és a biztonságosság tekintetében.
A harmadik célkitűzés a 2007-2013 közötti időszakban a fogyasztók hatékony védelme olyan súlyos kockázatokkal és fenyegetésekkel szemben, amelyekkel egyénként nem tudnának megbirkózni. Az e fenyegetések elleni magas szintű védelem a fogyasztói bizalom alapvetően fontos része.
Az EU célja, hogy a stratégia megvalósítása révén 2013-ra elérje, hogy a belső piac integráltabb és hatékonyabb legyen, különösen a kiskereskedelmi dimenzióban. A fogyasztóvédelem valamennyi tagállamban egyformán magas színvonala alapján a fogyasztók egyaránt nagy fokú bizalommal lesznek a termékek, a kereskedők, a technológiák és a kiskereskedelmi piacokon használt értékesítési módszerek iránt az egész EU-ban. A stratégia sikeres megvalósításával a fogyasztói piacok versenyképesek, nyitottak, átláthatóak és tisztességesek, míg az áruk és szolgáltatások biztonságosak lesznek. A fogyasztók megfizethető áron vehetik igénybe az alapvető szolgáltatásokat, miközben a kereskedők, de főleg a kis- és középvállalkozók könnyen és egyszerűen juthatnak piacra és végezhetnek értékesítést az EU-ban mindenütt. 
A fenti célok elérése érdekében a közösségi fogyasztóügyi politika a következő, elsődlegesnek tartott területekre koncentrál:
- A fogyasztói piacok és a nemzeti fogyasztóügyi politikák nagyobb figyelemmel kísérése
- Jobb fogyasztóvédelmi szabályozás
- Jobb jogalkalmazás és jogorvoslat
- Jobban tájékozott és felvilágosított fogyasztók
- A fogyasztónak közösségi szakpolitikák és a jogi szabályozás középpontjába helyezése

## Közösségi cselekvési program
A fogyasztóvédelmi politika 2007-2013 közötti időszakra vonatkozó pénzügyi kereteit a  közösségi cselekvési program rögzíti, amely két célkitűzésre épül:
- a fogyasztóvédelem magasabb szintjének biztosítása, főleg pontosabb adatok, jobb konzultáció és a fogyasztói érdekek jobb képviselete révén
- a fogyasztóvédelmi szabályok eredményesebb alkalmazásának biztosítása, különösen a jogalkalmazói együttműködés, a tájékoztatás, az oktatás és a jogérvényesítés révén

A cselekvési program továbbá cselekvéseket és eszközöket is megnevez, amelyek igénybevételével a fenti célkitűzéseket meg kell valósítani. A cselekvési program célja, hogy támogassa a tagállamok fogyasztóvédelmi intézkedéseit, valamint, hogy hozzájáruljon a fogyasztók egészségének, biztonságának és érdekeinek védelméhez. A program hangsúlyozza a fogyasztók oktatásának és a saját érdekvédelmük megszervezésének fontosságátis.
A hétéves időszakra a cselekvési program 156,8 millió eurót irányoz elő.

## A magyar fogyasztóvédelmi szabályozás  eredményei az Európai Közösség szabályaihoz való közelítés tükrében
Az Európai Unió a fogyasztóvédelem körébe tartozó magyar jogszabályok közösségi normáknak való megfelelését, illetve a közösségi színvonalú fogyasztóvédelem elérését kiemelten fontosnak tartja. Az átfogó és egységes hazai fogyasztóvédelmi szabályozás iránti igény a csatlakozás előkészítését célzó jogharmonizációs tevékenységgel egyidejűleg merült fel. Az Európai Bizottság által 1997-ben elkészített, a csatlakozni kívánó országok – köztük Magyarország – integrációs felkészültséget értékelő, úgynevezett országvélemény fogyasztóvédelemre vonatkozó része alapvető hiányosságként tüntette fel, hogy hazánkban nem volt átfogó fogyasztóvédelmi törvény. Erre is tekintettel még ugyanebben az évben megalkotásra került a fogyasztóvédelemről szóló 1997. évi CLV. törvény, melyet az Országgyűlés 1997. december 15-én fogadott el.
A törvény meghatározza a fogyasztók:
- egészségének és biztonságának védelméhez való joga érvényesítése céljából az egészséges és biztonságos áru és szolgáltatás alapvető kritériumait és a gyártói felelősséget ezek biztosításáért,
- vagyoni érdekei biztosításához való joga érvényesítése céljából a fogyasztási kölcsönszerződésre vonatkozó speciális rendelkezéseket,
- megfelelő tájékoztatáshoz és oktatáshoz való joga érvényesítése céljából a fogyasztók tájékoztatására (a címkézés, a használati és kezelési útmutató, a megfelelőség-tanúsítás, az árfeltüntetés és a csomagolás kötelező szabályai), valamint a fogyasztói oktatásra vonatkozó alapvető rendelkezéseket,
- gyors, hatékony és olcsó jogérvényesítéshez fűződő joga gyakorlása céljából a békéltető testületekre, az ügyfélszolgálatokra és a közérdekű keresetindításra vonatkozó rendelkezéseket,
- érdekei képviseletéhez való jogának  gyakorlásához szükséges fogyasztói érdekek képviseletét ellátó társadalmi szervezetekkel kapcsolatos alapvető szabályokat.

A fogyasztóvédelemről szóló törvény mellett több, más hazai jogszabály is tartalmaz fogyasztóvédelmi rendelkezést. Ezen jogszabályok vonatkoznak egyrészt a fogyasztók egészségének és biztonságának, másrészt gazdasági érdekeiknek a védelmére.

## A szabályok alkalmazása
Az uniós országok polgárai jogorvoslatban részesülhetnek abban az esetben, ha az uniós jogszabályok végrehajtása nem megfelelő. Ez a tagállamok szorosabb együttműködését igényli. A peres eljárások költségesek és hosszadalmasak – különösen, ha azokat egy másik országban kell lefolytatni. A peren kívüli megállapodásokat elősegítendő, az Európai Bizottság kidolgozta a vitarendezési eljárások alacsony költséggel járó, sőt költségmentes alternatíváit is.
A tisztességtelen kereskedelmi gyakorlat , mint például a megtévesztő reklám és az agresszív értékesítési módszerek (pl. zaklatás, kényszerítés és nem megengedett befolyásolás) alkalmazása tilos az Európai Unió összes tagállamában.
A fogyasztók bizalmatlanok a határokon átnyúló vásárlással kapcsolatban, mivel nem biztosak jogaikban, és tartanak az esetlegesen előforduló csalásoktól. Az új uniós szabályok azt hivatottak biztosítani, hogy a fogyasztókat ugyanolyan szabályok védjék az agresszív kereskedelmi gyakorlatok és a tisztességtelen eszközöket használó kereskedők ellen akkor is, ha a sarki vegyesboltban, és akkor is ha az interneten, külföldi eladótól vásárolnak.
A jogviták eldöntése és az eljárási szabályok kidolgozása a Bizottság irányelveire és ajánlásaira figyelemmel a tagállamok hatáskörébe tartozik. Az Európai Bizottság ajánlására a fogyasztói jogviták esetén a bírósági eljárások egyszerűsödtek, lehetővé váltak a bíróságon kívüli eljárások, továbbá az ingyenes vagy kedvezményes jogi tanácsadás igénybevétele is.

## Az Európai Fogyasztói Központok Hálózata (EFK-hálózat vagy ECC-Net)
Az Európai Fogyasztói Központok Hálózata (EFK-hálózat) a következő célkitűzések elérésére törekszik a fogyasztókkal kapcsolatban:
annak lehetővé tételét célzó tájékoztatás, hogy a fogyasztók a jogaik és kötelességeik teljes ismeretében vásárolhassanak termékeket és szolgáltatásokat a belső piacon;
a fogyasztóktól és más felektől érkező közvetlen kérdések megválaszolása;
panasz esetén a fogyasztók segítése és támogatása a kereskedőkkel való kapcsolattartásuk során;
szükség esetén a fogyasztók segítése egy-egy jogvita során.
Minden tagállam rendelkezik egy, az EFK-hálózathoz tartozó nemzeti kapcsolattartási ponttal. Az Európai Gazdasági Térséghez tartozó Izland és Norvégia ugyancsak rendelkezik egy-egy nemzeti kapcsolattartási ponttal.
Működés
Az EFK költségvetését a fogyasztóvédelmi politika európai cselekvési programja alapján irányozzák elő. A program egyik célkitűzése, hogy támogassa a fogyasztóvédelmi tájékoztatásra, tanácsadásra és jogorvoslati lehetőségekre irányuló, tagállamok közötti együttműködést.
Más hálózatokkal való együttműködés
Az EFK-hálózat együttműködik más európai hálózatokkal, mégpedig a FIN-NET (pénzügyek), a SOLVIT hálózattal (belső piac) és a polgári és kereskedelmi ügyekben illetékes Európai Igazságügyi Hálózattal.

## Uniós fogyasztóvédelmi program a jövőben
A következő, 2014-2020 közötti időszakra vonatkozó fogyasztóvédelmi programról szóló javaslatát 2011 novemberében nyújtotta be a Bizottság, 197 millió eurós költségvetéssel. A programot 2013 végéig kell jóváhagynia az Európai Parlamentnek és a Tanácsnak.

Az EU fogyasztóvédelmi politikáját támogató fogyasztóvédelmi program elsődleges célkitűzése, hogy a polgárokat az egységes piac középpontjába állítsa, és lehetőséget teremtsen számukra az eredményes és aktív piaci részvételre. Ennek érdekében az alábbi területeken vázol fel intézkedéseket:
- a termékbiztonság növelése hatékony piacfelügyelettel;
- a fogyasztók tájékozottságának, ismereteinek javítása és az őket megillető jogok tudatosítása;
- a fogyasztói jogok megszilárdítása a hatékony jogorvoslat, különösen az alternatív vitarendezés által;
- a határokon átnyúló jogérvényesítés megerősítése.